# Antonia Maza
Antonia Maza Fernández Puelma  o Antonia Maza de Alsina (n. Buenos Aires, circa 1803 - † Buenos Aires, 13 de diciembre de 1867) fue una primera dama de Buenos Aires, hija, esposa y madre de tres gobernadores bonaerenses: su padre era Manuel Vicente Maza; su marido, Valentín Alsina (con quien se casó en la iglesia porteña de Nuestra Señora de Montserrat el 22 de mayo de 1827); y uno de sus hijos, fue el militar y vicepresidente de la Nación Argentina Adolfo Alsina.